# Hiro Jamagata
Hiro Jamagata (30. května 1948, Maibara city, prefektura Šiga, Japonsko) je japonský malíř a umělec. Je znám především díky své tvorbě laserových projektů.

## Životopis
Narodil se jako třetí z šesti dětí. V roce 1955 nastoupil na základní školu a již v této době se u něj začal projevovat zájem o architekturu a poezii. Na střední škole se pak seznámil s tradiční japonskou malířskou technikou Nihonga. Poté, co roku 1967 dokončil střední školu, se dále vzdělával v malířských technikách, avšak ještě téhož roku odešel z do Tokia. Roku 1972 odcestoval do Milána a poté do Paříže. V roce 1978 pak odjel do Los Angeles, kde od té doby žije.
Pořádá četné výstavy a je tvůrcem či spoluúčastníkem na mnoha projektech. Mezi jeho nejznámější projekty patří návrh laserová projekce na místě zničených bamjánských Buddhů. Tato alternativní cesta možné rekonstrukce soch počítá s promítáním několika obřích postav přímo na skalní masiv, které by mohly zatraktivnit celou oblast Bamjánského údolí. Sám Jagamata o tom řekl: „Vesnice získá elektrickou energii i peníze, útesy nebudou poškozeny a bude to umělecké dílo“.